# Raión de Járkov
El raión de Járkov (en ucraniano: Харківський район) es un raión o distrito de Ucrania en el óblast de Járkov que se formó en el año 2020. Tiene una superficie total de 3222,5 km². Su capital es la ciudad de Járkov.

## Demografía
En 2017 tenía una población de 178.602 habitantes con una densidad de 127,26 habitantes por kilómetro cuadrado.

## Otros datos
El código KOATUU es 6325100000. El código postal 62402 y el prefijo telefónico +380 57.